# Jabukovac (Petrinya)
Jabukovac falu Horvátországban, Sziszek-Monoszló megyében. Közigazgatásilag Petrinyához tartozik.

## Fekvése
Sziszek városától légvonalban 19, közúton 32 km-re délre, községközpontjától légvonalban 13, közúton 17 km-re délkeletre a Báni végvidék középső részén, a Zrinyi-hegységtől északra, a 30-as számú főúttól keletre, Kraljevčani és Donja Mlinoga között, a Petrinjčica és a Jabukovac patakok összefolyásánál fekszik.

## Története
A település arról nevezetes, hogy határában feküdt a középkori Petrinya, mely az akkori Horvátország egyik legjelentősebb városa volt. A városnak mára alig maradt nyoma kivéve a Jabukovac belterületétől északkeletre emelkedő Gradina nevű magaslatot, ahol a terepi alakzatokból kikövetkeztethető, hogy itt egykor erődítmény állt. A középkori Petrinya a 13. században már ismert és sűrűn lakott település volt, melyet nem csak a helyiek laktak, hanem bevándorló hospesek, kézművesek és kereskedők is. 1240-ben Kálmán herceg, szlavón bán adománylevele említi. Az oklevél sajnos nem maradt fenn eredeti formájában, így a pontos dátuma sem ismert, de a tatárok elől elmenekült IV. Béla visszatérve sem feledkezett meg elhunyt öccse adományairól és 1244-ben Verőcén megerősítette a kiváltságokat. A tatárok egyébként nem tudták elfoglalni a jól megerősített várost, így egyszerűen kikerülték azt. A település ebben az időben a mainál sokkal nagyobb területen feküdt, melyhez számos környékbeli település is tartozott. Lakói széleskörű kiváltságokat élveztek, saját elöljárókat, bírót választhattak, amennyiben pedig az ítélettel nem értettek egyet közvetlenül a királyhoz fordulhattak. Adót is a királynak fizettek, melyet éves átalány formájában állapítottak meg. A többi királyi városhoz hasonlóan saját címerrel és pecséttel rendelkeztek. 
Petrinya szabad királyi városként elsőként kezdett harcot a zágrábi püspökséggel az egyházi tized megfizetése miatt. 1253-ban Fülöp zágrábi püspök hozzájárult, hogy a város természetben fizethesse meg adóját, 1255-ben pedig feloldotta a város lakóit az egyházi átok alól. A városnak emellett szabadságjogai tudatában számos vitás ügye volt a különböző hatalmasságokkal, melyek célja e jogok további kiterjesztése volt. IV. Béla ifjabb fia Béla herceg 1269-ben bekövetkezett halála után azonban a város úgy tűnik elveszítette kiváltságait, mert 1270-ben a püspökséggel folytatott békéltető tárgyalások során már nem említik szabad királyi városként. IV. László uralkodása idején pedig már fokozatosan szlavón hatalmasságok kezébe került. 1278-tól a Gisingovac családé, majd a Babonićoké, akik birtokaikat kiterjesztették a Gvozd-hegység és a Száva folyó közötti területre. A 14. században kezdetben a Babonićoknak adózott, majd a Zudaroké és a Frangepánoké, végül a Frangepánok adományaként a zágrábi káptalané lett. A 16. században eleinte a város gazdasága, különösen a mezőgazdaság fejlődött, de a török veszély egyre súlyosabban nehezedett rá. A vidék többszöri dúlása után 1531-ben a török el is foglalta Petrinyát, melynek erődítései súlyos károkat szenvedtek. Mivel a gyakori javítások és újjáépítés jelentős költségeket emésztettek fel a káptalan 1544-ben úgy határozott, hogy Sziszeken új várat épít és oda helyezi át az országrész védelmének a központját. A török háborúkban a középkori város így teljesen elpusztult olyannyira, hogy mára szinte nyoma sem maradt. 
1683 és 1699 között felszabadító harcokban a keresztény seregek kiűzték a térségből a törököt és a török határ az Una folyóhoz került vissza. 1697 körül előbb katolikus, majd a 18. században több hullámban a török uralom alatt maradt Közép-Boszniából, főként a Kozara-hegység területéről és a Sana-medencéből pravoszláv szerb családok települtek le itt. Az újonnan érkezettek szabadságjogokat kaptak, de ennek fejében határőr szolgálattal tartoztak. El kellett látniuk a várak, őrhelyek őrzését és részt kellett venniük a hadjáratokban. 1696-ban a szábor a bánt tette meg a Kulpa és az Una közötti határvédő erők parancsnokává, melyet hosszas huzavona után 1704-ben a bécsi udvar is elfogadott. Ezzel létrejött a Báni végvidék (horvátul Banovina), mely katonai határőrvidék része lett. 1745-ben megalakult a Petrinya központú második báni ezred, melynek fennhatósága alá ez a vidék is tartozott. 
A katonai határőrvidék megszűnése után Zágráb vármegye Petrinyai járásának része volt. 1857-ben 315, 1910-ben 561 lakosa volt. A 20. század első éveiben a kilátástalan gazdasági helyzet miatt sokan vándoroltak ki a tengerentúlra. 1918-ban az új szerb-horvát-szlovén állam, majd később Jugoszlávia része lett. A II. világháború idején a Független Horvát Állam része volt, de lakossága fellázadt a fasiszta hatalom ellen. Sokan csatlakoztak a partizán egységekhez. A háború után a béke időszaka köszöntött a településre. Enyhült a szegénység és sok ember talált munkát a közeli városokban. A délszláv háború előestéjén lakosságának 86%-a szerb, 4%-a horvát nemzetiségű volt. A falu 1991. június 25-én a független Horvátország része lett, de szerb lakossága a Krajinai Szerb Köztársasághoz csatlakozott. A horvát lakosságot elűzték. A falut 1995. augusztus 6-án a Vihar hadművelettel foglalta vissza a horvát hadsereg. A szerb lakosság többsége elmenekült. 2011-ben 141 lakosa volt.

## Népesség
| Lakosság változása | Lakosság változása | Lakosság változása | Lakosság változása | Lakosság változása | Lakosság változása | Lakosság változása | Lakosság változása | Lakosság változása | Lakosság változása | Lakosság változása | Lakosság változása | Lakosság változása | Lakosság változása | Lakosság változása | Lakosság változása |
| ------------------ | ------------------ | ------------------ | ------------------ | ------------------ | ------------------ | ------------------ | ------------------ | ------------------ | ------------------ | ------------------ | ------------------ | ------------------ | ------------------ | ------------------ | ------------------ |
| 1857               | 1869               | 1880               | 1890               | 1900               | 1910               | 1921               | 1931               | 1948               | 1953               | 1961               | 1971               | 1981               | 1991               | 2001               | 2011               |
| 315                | 370                | 408                | 528                | 614                | 561                | 552                | 596                | 365                | 328                | 356                | 351                | 333                | 325                | 163                | 141                |

## Nevezetességei
Petrinya középkori várának csekély maradványai a településtől északkeletre, a Gradina nevű 262 méteres magaslaton találhatók. A magaslat három oldala ma is meredek, csak a nyugati oldalról lankásabb. A vár két részből állt, melyet árok választott el egymástól. Magasabb részein az egykori kőfalak nyomai látszanak, melyből arra következtethetünk, hogy itt egy jelentősebb objektum állhatott. A területet mára buján benőtte a növényzet. A bokrok, tövisek és a magas fű miatt nagyon nehéz rekonstruálni az építmény méreteit és eredeti funkcióját. Régészeti feltárás hiányában egyelőre azt is csak feltételezik, hogy ez volt a középkori város magja, mely alatt a piactér feküdt. A vár és a város 1563 után pusztult el végleg és a 17. – 18. században már nem itt, hanem mintegy 10 kilométerre északra a Petrinjčica kulpai torkolatánál építették újjá. 